# Мустай
Муста́й — деревня в Юкаменском районе Удмуртии, в составе Юкаменского сельского поселения.

## География
Улицы деревни:
- Заречная
- Центральная

## Население
| 2007 | 2010 | 2012 |
| ---- | ---- | ---- |
| 22   | ↗26  | ↘21  |

Численность постоянного населения деревни в 2007 году составляла 22 человека.